# Soloviivka (Crimea)
|  | Per a altres significats, vegeu «Soloviovka». |

Soloviivka (en (ucraïnès): Солов'ївка, en rus: Соловьёвка, Soloviovka) és un poble de la República Autònoma de Crimea, a Ucraïna, que el 2014 tenia 66 habitants. Pertany al districte de Simferòpol.